# Кфар-Даром
Кфар-Даро́м (ивр. כפר דרום‎ «деревня юга») — кибуц, располагавшийся в Гуш-Катифе на территории сектора Газа.

## История
В 30-е годы 20-го века садовник Тувия Миллер купил участок земли в 26 гектаров у арабов района и посадил на этой земле сад. Во время арабского восстания 1936—1939 гг. сад был покинут, и позже эта земля была продана земельному фонду Израиля. На исходе Йом-Кипура 1946 года (в ночь с 5 на 6 октября) на этом месте был основан киббуц в ходе операции «11 точек в пустыне Негев», в 16 км к югу от Газы, и назван в честь упомянутого в Талмуде древнего еврейского поселения, располагавшегося там же.
8 июля 1948 г., в ходе Арабо-израильской войны 1948—1949 годов кибуц был эвакуирован после трёхмесячного сопротивления осаде египетской пехотой и артиллерией. После победы Израиля в Шестидневной войне (1967) сектор Газа был вновь занят израильскими вооружёнными силами, и в 1970 г. на месте бывшего кибуца была возведена военная база сил Нахаль. В 1989 г. эта база была передана для восстановления гражданского поселения. После начала Интифады аль-Акса в 2000 г., Кфар-Даром вместе с прочими еврейскими поселениями в секторе Газа стал одной из основных мишеней палестинских террористов; в частности, 20 ноября 2000 был атакован автобус с детьми, что привело к гибели двоих и ранению большого числа детей из Кфар-Даром. Несмотря на постоянные атаки, поселение продолжало расти и развиваться, и к 2005 г. насчитывало ок. 70 семей (400 чел.), занятых в сельском хозяйстве и в находившейся в поселении начальной школе.
18 августа 2005 г., в ходе эвакуации еврейских поселений в секторе Газа и на Западном берегу и передачи этих территорий Палестинской автономии, Кфар-Даром получил мировую известность как центр сопротивления Плану размежевания. После истечения срока добровольной эвакуации в поселении находилось ещё 65 семей, а также присоединившиеся к ним жители других поселений Гуш Катиф, подлежащих эвакуации, и прибывшие поддержать их активисты из других регионов, — общим числом 330 чел., преимущественно молодёжь. Они отказались покинуть поселение и забаррикадировались в его синагоге. Крыша синагоги была окружена колючей проволокой, и протестующие пытались отражать наступление полиции, забрасывая полицейских песком и водой. На крыше синагоги они установили транспарант с надписью «Кфар-Даром дважды не падёт», перефразируя лозунг оборонявших Массаду. Израильские войска приступили к принудительной эвакуации с использованием огнетушителей и водомётов. 250 из протестующих были арестованы и спустя неделю освобождены. Через некоторое время после эвакуации, силы Цахаль снесли дома поселенцев, и затем палестинцы разрушили бывшую в поселении синагогу.
Эвакуированные из Кфар-Дарома, некоторые из которых были настолько уверены в успехе своего сопротивления, что даже не собрали вещи, — были расселены по гостиницам страны, а через несколько месяцев поселены в специально для них выделенный многоэтажный дом в Ашкелоне.